# 쌍부현
쌍부현(雙阜縣)은 고려시대 전후로 지금의 화성시 장안면과 우정읍에 있던 지역이다.

## 개요
삼귀(三歸)·삼괴(三槐)등으로 불렸다. 삼국지 위지 동이전에 마한54국 중에 상외국(桑外國)으로 알려졌다.

## 역사
- 기원 전후로 마한이 온조왕에 의해 백제에 통합되면서 백제의 영역이 되었다. 이 시기에 장안면,우정읍 일대에 별도의 군현이

설치되었는지는 알 수 없지만 상외국이 있었다면 현(縣)정도는 설치되어 있었을 것이다. 삼귀나 삼괴의 이름은 그때의 이름일 것이다.
- 신라에 점령된 이후 당항성의 직할에 들어갔다.
- 고려시대에 비로소 쌍부현이라는 행정단위의 이름으로 나온다. 그러나 독립된 행정단위가 아니라 수원의 속현이었다.
- 조선시대에 지방관이 파견되었지만 처인현과 겸임했다.
- 조선 성종대에 수원부에 편입되었다. 현재의 장안면에는 초장면과 장안면이 있었고 우정읍에는 오정면과 압정면이 있었다.
- 1906년 수원군 오정면, 압정면, 장안면, 초장면을 남양군으로 이관하였다.[1]
- 1914년 일제에 의한 행정폐합으로 남양군 초장면과 장안면이 수원군 장안면으로, 남양군 우정면과 압정면이 수원군 우정면으로 통폐합되었다.
- 2003년 우정면이 우정읍으로 승격되었다.

## 같이 보기
- 수원군
- 남양군